# Hannes Wolf (Fußballtrainer)
Hannes Wolf (* 15. April 1981 in Bochum) ist ein deutscher Fußballtrainer. Er trainiert seit 2022 die U20-Auswahlmannschaft des Deutschen Fußball-Bundes. Seit 2023 ist er zudem Sportdirektor für Nachwuchs, Training und Entwicklung des DFB.

## Spielerkarriere
Wolf wuchs in Dortmund auf. Er spielte in der Jugend zunächst für den TuS Eichlinghofen und wechselte vor seinem letzten Jahr in der A-Jugend von Rot-Weiß Barop zum TSC Eintracht Dortmund. Anschließend ging er zum Verbandsligisten TuS Iserlohn. Nach einem Probetraining unter Klaus Augenthaler wurde Wolf 2002 vom 1. FC Nürnberg als Vertragsamateur für die in der Oberliga Bayern spielende zweite Mannschaft verpflichtet. Im weiteren Verlauf erkrankte er jedoch am Pfeiffer-Drüsenfieber und litt wegen der Folgen dieser Virusinfektion unter muskulären Problemen. 2004 gehörte er vier Monate lang dem Kader des Oberligisten Schwarz-Weiß Essen an. Zwischen 2006 und 2009 wurde Wolf in die Studenten-Nationalmannschaft berufen und trat mit ihr unter anderem gegen die A-Nationalmannschaft von Ecuador an.

## Trainerkarriere

### Anfänge
Nachdem Wolf sich dazu entschlossen hatte, sich auf sein vierjähriges Sportstudium an der Ruhr-Universität Bochum zu konzentrieren, wurde die SG Eintracht Ergste 2005 seine erste Trainerstation. Als Spielertrainer gelang ihm ab 2006 mit dem ASC 09 Dortmund der zweimalige Aufstieg von der Bezirksliga in die Westfalenliga.
Wolf wurde 2009 Trainerassistent bei Borussia Dortmund II und ein Jahr später Cheftrainer der A-Jugend von Borussia Dortmund. Im Februar 2011 übernahm er bis zum Ende der Saison 2010/11 die Cheftrainer-Position bei der Regionalligamannschaft des BVB. In den Spielzeiten 2013/14 und 2014/15 gewann die Dortmunder B-Jugend (U17) unter Wolfs Leitung in der U-17-Bundesliga jeweils den Titel. Zur Saison 2015/16 kehrte er zur A-Jugend (U19) der Borussen zurück und führte die Mannschaft zur Deutschen A-Juniorenmeisterschaft.

### VfB Stuttgart
Am 21. September 2016 wurde Wolf Cheftrainer des in der Vorsaison in die 2. Bundesliga abgestiegenen VfB Stuttgart und trat damit die Nachfolge des zurückgetretenen Jos Luhukay an. Er gewann am Ende seiner ersten Profisaison mit dem VfB die Zweitliga-Meisterschaft und führte den Klub somit zum direkten Wiederaufstieg. Am 24. Juli 2017 verlängerte Wolf seinen Vertrag bei den Stuttgartern bis Juni 2019. Am 28. Januar 2018 trennte sich der VfB Stuttgart auf dem 14. Platz stehend von Wolf.

### Hamburger SV
Am 23. Oktober 2018 übernahm Wolf die nach dem 10. Spieltag der Saison 2018/19 mit 18 Punkten auf dem 5. Platz stehende Zweitligamannschaft des Hamburger SV als Nachfolger von Christian Titz. Er unterschrieb einen Vertrag mit einer Laufzeit bis zum 30. Juni 2020. Unter Wolf gewann der HSV bei einem Unentschieden 6 der 7 verbleibenden Hinrundenspiele und schloss die Hinrunde mit 37 Punkten als Herbstmeister ab. In einer desaströsen Rückrunde blieb man nach einem 4:0-Sieg im Derby gegen den FC St. Pauli in den 8 darauffolgenden Spielen sieglos und verpasste den direkten Wiederaufstieg. Im DFB-Pokal erreichte der HSV unter Wolf erstmals seit 2009 das Halbfinale, in dem man gegen den Erstligisten RB Leipzig ausschied. Noch vor dem bedeutungslosen letzten Spieltag gab der HSV die Freistellung von Wolf zum Saisonende bekannt. Der HSV schloss seine erste Saison in der Zweitklassigkeit schließlich mit 56 Punkten auf dem 4. Platz ab, wobei man in der Rückrundentabelle mit 19 Punkten den 15. Platz belegte.

### KRC Genk
Am 19. November 2019 übernahm Wolf den belgischen Erstligisten KRC Genk, der als amtierender Meister nach 14 Spielen der Saison 2019/20 nur im Tabellenmittelfeld stand, als Nachfolger von Felice Mazzù. Ihm gelang es bis zum Abbruch der Saison 2019/20 infolge der COVID-19-Pandemie, Genk bis auf Platz 7 zu führen; punktgleich mit dem KV Mechelen auf Platz 6, der bei Fortsetzung der Saison zur Teilnahme an der Meisterrunde berechtigt hätte.
Nachdem die Mannschaft in der neuen Saison nach fünf Spieltagen lediglich fünf Punkte eingefahren hatte und auf Platz 14 von 18 stand, wurde Wolf Mitte September 2020 entlassen.

### DFB und Bayer 04 Leverkusen
Als Nachfolger von Manuel Baum, der den FC Schalke 04 übernahm, wurde Wolf Anfang Oktober 2020 zum Cheftrainer der deutschen U18 ernannt.
Am 23. März 2021 übernahm Wolf interimistisch die Bundesligamannschaft von Bayer 04 Leverkusen als Nachfolger von Peter Bosz und erhielt einen Vertrag bis zum Ende der Saison 2020/21. Die Mannschaft stand zu diesem Zeitpunkt nach dem 26. Spieltag mit 40 Punkten auf dem 6. Platz, wobei der Rückstand auf einen Champions-League-Platz, den der Verein vor der Saison angestrebt hatte, nach nur einem Sieg aus den letzten 6 Bundesligaspielen 7 Punkte betrug und man zuvor gegen die Abstiegskandidaten Arminia Bielefeld und Hertha BSC verloren hatte. Wolfs Vertrag beim DFB blieb weiterhin gültig. Die Saison schloss er mit Bayer Leverkusen auf dem 6. Tabellenplatz ab und sicherte dem Verein damit in seinen insgesamt 8 Bundesliga-Spielen die Qualifikation für die Europa League. Nachdem Bayer Leverkusen mit dem Schweizer Gerardo Seoane einen neuen Cheftrainer für die Saison 2021/22 verpflichtet hatte, kehrte Wolf wie vorgesehen im Juli 2021 zum DFB zurück. Nach seiner Rückkehr zum DFB übernahm Wolf die U19-Nationalmannschaft.
Ein Jahr später stieg er als Trainer zur U20-Nationalmannschaft auf. Seit 2023 ist er zudem Sportdirektor für Nachwuchs, Training und Entwicklung des DFB.
Nach der Freistellung des Bundestrainers Hansi Flick übernahm der Sportdirektor Rudi Völler die A-Nationalmannschaft interimsweise für das Testspiel gegen Frankreich am 12. September 2023. Wolf assistierte ihm beim 2:1-Sieg gemeinsam mit seinem U20-Co-Trainer Sandro Wagner.

## Erfolge als Trainer
- Deutscher B-Jugend Meister mit Borussia Dortmund: 2014, 2015
- Deutscher A-Jugend Meister mit Borussia Dortmund: 2016
- Meister der 2. Bundesliga und Aufstieg in die Bundesliga mit dem VfB Stuttgart: 2017

## TV-Experte
Wolf war bei der Weltmeisterschaft 2018 als TV-Experte für die ARD tätig.
2019 war Wolf von August bis November als TV-Experte für Sky bei der Fußball-Bundesliga & UEFA Champions League tätig.

## Persönliches
Wolfs Ehefrau Julia ist ehemalige Handball-Bundesligaspielerin.